# Vereniging van Economisten in Suriname
De Vereniging van Economisten in Suriname (VES) is een Surinaamse vereniging die zich richt op economische thema's in het algemeen, en de economie van Suriname in het bijzonder. Winston Ramautarsing volgde op 30 maart 2016 Waddy Sowma op als voorzitter.
De VES werd op 17 oktober 1972 opgericht. Op dat moment bestond de VES al meer dan een jaar zonder officiële status en waren er naar schatting 33 economen uit verschillende disciplines bij aangesloten.
De VES richt zich op de bevordering van de beoefening van de economische wetenschap. Om dit te bereiken, doet ze economisch onderzoek en organiseert ze voordrachten, seminars en conferenties, en andersoortige bijeenkomsten zoals economische verkiezingsdebatten. De VES werkt het samen met organisaties in binnen- en buitenland. Ook roept ze leden op te vergaderen over de economische situatie in het land, zoals tijdens de economische crisis in februari 1973.